# Минчо Илиев
Ставрофорен иконом Минчо Илиев Иванов е изявен габровски духовник, православен свещеник и общественик.

## Биография
Роден е на 8 август 1959 г. в с. Батошево, Габровско, в свещеническо семейство.
Учи в Софийската духовна семинария „Св. Йоан Рилски“ на гара Черепиш, Врачанско, през 1979 г. След военната служба се дипломира в Духовната академия „Св. Климент Охридски“ в София през 1986 г.
Ръкоположен е от Великотърновски митрополит Стефан за дякон в храм „Св. Димитър“ в село Стоките, Севлиевско, на 27 май 1984 г. На 31 май 1984 г. архиереят го ръкополага за свещеник в с. Раданово, Великотърновско.
На 1 юли 1984 г. е въдворен на служение в габровската църква „Успение Богородично“, като от 4 юни 1999 г. е назначен за неин предстоятел. Цялото свещеническо служение на отец Минчо Илиев е в Габрово.
Член на епархийския съвет на Великотърновската епархия и предстоятел на църковното настоятелство на новостроящия се храм „Св. Дамаскин и Онуфрий Габровски“ в Габрово.
Умира в Габрово на 31 октомври 2014 г.